# Jan z Holešov
Jan z Holešov (Holešov, 1366. – Rajhrad, 1436.), češki pisac, jezikoslovac, muzikolog, teolog i jedan od prvih etnografa.

## Životopis
Jan iz Holešova bio je sin upravitelja biskupskog imovine u Holešovu. Nakon kratkog (i povijesno neizvjesnog) vremena, koje je proveo djelujući kao svećenik u Slušovicama, on je otišao na studij u Sorbonu, a nakon povratka stupio je u benediktinski samostan u Pragu. Nakon izbijanja Husarskih ratova, kada je samostan bio uništen, on se preselio u benediktinski samostan u Rajhrad. Tamo je i umro 1436. 
godine.
On je postao nadaleko poznat po dvijema publikacijama za koje je potvrđeno njegovo autorstvo. Prva, koju je napisao 1397., je teološka, ali prije svega jezična, analiza najstarije poznate češke pjesme "Gospodine, smiluj se" (češ. Hospodine, pomiluj ny), iz 10. ili prve polovice 11. stoljeća. Druga njegova publikacija je "Rasprava na Badnjak", u kojoj on opisuje i analizira narodne običaje vezane uz proslavu Božića. To je jedan od ranih primjer etnografskih istraživanja.
1397. iznio je govor u kojem kaže: "Tu treba najprije znati da mi Česi i rodom i jezikom prvobitno potječemo od Hrvata, kao što govore ili svjedoče naše kronike, i zato je naš češki jezik podrijetlom hrvatski jezik (...) na početku su svi Česi u toj zemlji govorili upravo tako, kao što sada govore Hrvati." (Nos Bohemi et genere et lingua originaliter processimus a Charvatis, ut nostrae chronicae dicunt seu testantur, et ideo nostrum boemicale ydioma de genere suo est charvaticum ydioma.)

## Vanjske poveznice
- http://www.hr/darko/etf/ceska.html
- Hrvatska glagoljica - biti pismen, biti svoj (autor Darko Žubrinić)